# Silvio Moser
Silvio Moser (24 de abril de 1941 – 26 de maio de 1974) foi um automobilista suíço que participou de 12 Grandes Prêmios de Fórmula 1 de 1966 até 1971. Seu melhor resultado foi o 5º lugar na Grande Prêmio da Holanda de 1968.